# Gilis van Eijck
Gilis (Gilius) van Eijck, död 1631 i Vaxholm, var en svensk-nederländsk ämbetsman. Han var far till Abraham van Eijck
Gilis van Eijck och Peter Langer var de som 1620 avreste till Stockholm för att förhandla med Gustav II Adolf om villkoren för de holländare som ville slå sig ned i det nyanlagda Göteborg. Han blev därefter 1621 borgare och räntmästare i Göteborg och ingick därmed i magistraten. Jacob van Dijck hade stort förtroende för Gilis van Eijck och sände honom 1622 till Stockholm för förhandlingar med myndigheterna. Bland de svenska borgarna i Göteborg var van Eijck dock inte lika uppskattad. Han anklagades för att ha misskött sitt ämbete och 1623 blev han avsatt. 1625 blev han i stället tullförvaltare i Vaxholm.